# Пєтков Сергій Валерійович
Пєтков Сергій Валерійович (нар. 1975) — український правознавець, доктор юридичних наук, професор, фахівець з теорії управління, адміністративного права і процесу, теорії та історії держави і права, інформаційного права.
Дата народження: 28 липня 1975 р.
Місце народження: c. Коритно-Забузьке Вільшанського району, Кіровоградської області, Україна.   

## Освіта
Історія, педагогіка, суспільствознавство — Запорізький державний університет, 1997 р. Правознавство — Запорізький юридичний інститут МВС України, 2001 р.  У 1999 р. захистив кандидатську дисертацію «Переселенські національні меншини на українських землях у складі Російської імперії в XVIII — на початку XX ст. (історико-правове дослідження)»; у 2005 році захистив докторську дисертацію на тему «Менеджмент в органах внутрішніх справ (організаційно-правові основи)». 
У 2003 р. С. В. Пєтков отримав вчене звання доцента; у 2007 р. — вчене звання професора. Має більше 400 опублікованих праць.

## Професійна діяльність
Від 1997 працював у Запорізькому юридичному інституті МВС України. З 2000 по 2006 — у Кримському юридичному інституті Харківського університету внутрішніх справ. З 2006 по 2008 рр. — заступник начальника Запорізького юридичного інституту Дніпропетровського державного університету внутрішніх справ.
З 2012 — 2015 рр. – проректор з науково-педагогічної роботи та міжнародних зв’язків, професор кафедри конституційного, адміністративного та міжнародного права. З 2015 — начальник Управління конституційного та адміністративного законодавства, заступник директора Департаменту конституційного, адміністративного та соціального законодавства Міністерства юстиції України. З 2016 — професор кафедри спеціальних дисциплін та адміністративної діяльності Донецького юридичного інституту Міністерства внутрішніх справ України. (м. Кривий Ріг, Дніпропетровської обл.). Від 2018 — директор Департаменту регіональних представництв Секретаріату Уповноваженого Верховної Ради України з прав людини. Водночас 2018 р. — 2019 рр. – професор кафедри військового права Військового інституту Київського національного університету імені Тараса Шевченка. Від 2019 — перший проректор з науково-педагогічної діяльності Університет імені Альфреда Нобеля (Дніпро). Від 2020 — професор кафедри публічного та приватного права Таврійського національного університету ім. В. І. Вернадського (Київ).
Ведучий авторських телевізійних проєктів: 2013 р. — «Ми — українські» (ДТК ЗОДА). 2014 р. –  «Вне политики» (ТРК «Алекс»). 2015 р. — «Символи Запоріжжя» (ТК МТМ), "Актуальна" (Nobel TV), "Нова країна" (Eco TV).

## Публікації
Репозитарій в academia.edu
Сайт Варяги

## Інформація
- https://scholar.google.com.ua/citations?user=gYFfLlcAAAAJ&hl=ru;
- https://tnu.edu.ua/pyetkov-sergij-valerijovich/;
- https://blog.liga.net/user/spietkov/profile
- https://legal.nam.edu.ua/pyetkov-sergy-valeryovich.html
- https://esu.com.ua/article-879970